# Say You'll Be There
Say You'll Be There è una canzone delle Spice Girls. È il secondo singolo estratto dal primo album del gruppo, Spice, entrambi pubblicati nel 1996.
Il brano, scritto dalle ragazze insieme a Jonathan Buck ed Eliot Kennedy, è di genere pop e nel testo le ragazze chiedono ai loro fidanzati di dire che ci saranno quando avranno bisogno di loro. Durante la canzone Melanie B recita una parte rap. Mondialmente il singolo ha venduto 3,600,000 copie. Disco Di Platino in Uk (940,000).

## Il singolo
Say You'll Be There è il secondo singolo pubblicato dalle Spice Girls, dopo il successo del precedente Wannabe. Il singolo della canzone è stato pubblicato il 16 ottobre 1996 in Europa e Sud America, il 6 maggio 1997 in USA e Canada. Ha riscosso un ottimo successo, riuscendo a bissare il precedente primo posto nella classifica dei singoli britannica ottenuto da Wannabe. Agli Mtv Music Awards del 1997 il video del brano vince nella categoria come miglior video. Sempre in quell'anno entrano nel libro dei Guinness per il record di vendite per un singolo nella prima settimana vendendo oltre 200 000 copie.

## Tracce e formati
Questi sono i formati e le relative tracklist delle maggiori pubblicazioni del singolo
- UK CD1/Australian CD1/Brazilian CD/Japanese CD

1. "Say You'll Be There" (Single Mix) – 3:56
2. "Take Me Home" – 4:07
3. "Say You'll Be There" (Junior Vasquez Main Pass) – 8:33
4. "Say You'll Be There" (Instrumental) – 3:56

- UK CD2/Australian CD2

1. "Say You'll Be There" [Single Mix] – 3:56
2. "Say You'll Be There" [Spice Of Life Mix] – 7:01
3. "Say You'll Be There" [Linslee's Extended Mix] – 4:09
4. "Say You'll Be There" [Junior Vasquez Dub Girls] – 8:29

- European CD

1. "Say You'll Be There" [Single Mix] – 3:56
2. "Say You'll Be There" [Junior Vasquez Main Pass] – 8:33

- US CD

1. "Say You'll Be There" – 3:56
2. "Take Me Home" – 4:07

- Italian 12" Vinyl single

1. A1:"Say You'll Be There" [Single Mix] – 3:56
2. A2:"Say You'll Be There" [Junior Vasquez Dub Girls] – 8:29
3. B1:"Say You'll Be There" [Linslee's Extended Mix] – 4:09
4. B2:"Say You'll Be There" [Junior's X-Beats] – 8:30

- US 12" Vinyl single

1. A1:"Say You'll Be There" [Album Version] – 3:56
2. A2:"Say You'll Be There" [Junior's Main Pass] – 8:33
3. A3:"Say You'll Be There" [Linslee's Extended Mix] – 4:09
4. B1:"Say You'll Be There" [Junior's Dub Girls] – 8:29
5. B2:"Say You'll Be There" [Junior's X-Beats] – 8:30

- Canadian Promo CD

1. "Say You'll Be There" [Single Mix] – 3:56
2. "Say You'll Be There" [Junior Vasquez Main Pass] – 8:33
3. "Say You'll Be There" [Junior's Dub Girls] – 8:29
4. "Say You'll Be There" [Junior's X-Beats] – 8:30
5. "Say You'll Be There" [Kurt's Dub] – 4:25
6. "Wannabe" [Junior Vasquez Remix] – 6:30
7. "Wannabe" [Junior Vasquez Gomis Dub] – 6:36

- Japanese Promo CD

1. "Say You'll Be There" [Single Mix] – 3:56
2. "Say You'll Be There" [Instrumental] – 3:56
3. "Say You'll Be There" [Spice Of Life Mix] – 7:01
4. "Say You'll Be There" [Linslee's Extended Mix] – 4:09
5. "Say You'll Be There" [Junior's Dub Girls] – 8:29
6. "Say You'll Be There" [Junior Vasquez Main Pass] – 8:33
7. "Say You'll Be There" [Junior's X-Beats] – 8:30
8. "Say You'll Be There" [Kurt's Dub] – 4:25

## Il video
Il video musicale della canzone vede protagoniste le 5 ragazze in un deserto. Il video è diretto da Vaughan Arnell ed è stato registrato in un vero deserto. È ispirato ad alcuni film: Faster, Pussycat! Kill! Kill! e Pulp Fiction: all'interno di esso ogni cantante aveva un suo alter ego ispirato alle protagoniste della serie televisiva Fox Force Five di cui Mia Wallace (Uma Thurman) parla a Vincent (John Travolta) nella scena ambientata al Jack Rabbit Slim's.
Nel video appare il modello Tony Ward.

## Classifiche
| Paese             | Posizione massima |
| ----------------- | ----------------- |
| Regno Unito       | 1                 |
| Finlandia         | 1                 |
| Irlanda           | 2                 |
| Francia           | 2                 |
| Colombia          | 5                 |
| Norvegia          | 2                 |
| Nuova Zelanda     | 2                 |
| Belgio (Vallonia) | 3                 |
| Svizzera          | 4                 |
| Svezia            | 4                 |
| Paesi Bassi       | 5                 |
| Austria           | 7                 |
| Belgio (Fiandre)  | 8                 |
| Australia         | 12                |
| Italia            | 23                |